# Villas de Escobedo
Villas de Escobedo är en ort i Mexiko.   Den ligger i kommunen Pedro Escobedo och delstaten Querétaro Arteaga, i den centrala delen av landet, 160 km nordväst om huvudstaden Mexico City. Villas de Escobedo ligger 1 924 meter över havet och antalet invånare är 157.
Terrängen runt Villas de Escobedo är platt åt nordost, men åt sydväst är den kuperad. Runt Villas de Escobedo är det ganska tätbefolkat, med 222 invånare per kvadratkilometer. Närmaste större samhälle är Pedro Escobedo, 1,6 km öster om Villas de Escobedo. Trakten runt Villas de Escobedo består till största delen av jordbruksmark.